# يو إف سي 77
يو إف سي 77: منطقة معادية (بالإنجليزية: UFC 77: Hostile Territory)‏ هو حدث لفنون القتال المختلطة نظمته يو إف سي، أُقيم في 20 أكتوبر 2007، على يو أس بانك أرينا في سينسيناتي، أوهايو، الولايات المتحدة.